# A,a-trehaloza-fosfat sintaza (formira GDP)
A,a-trehaloza-fosfat sintaza (formira GDP) (EC 2.4.1.36, GDP-glukoza glukoza-fosfatna glukoziltransferaza, guanozin difosfoglukoza-glukoza fosfatna glukoziltransferaza, trehaloza fosfat sintaza (formira GDP)) je enzim sa sistematskim imenom GDP-glukoza:D-glukoza-6-fosfat 1-alfa-D-glukoziltransferaza. Ovaj enzim katalizuje sledeću hemijsku reakciju
GDP-glukoza + glukoza 6-fosfat {\displaystyle \rightleftharpoons } GDP + alfa,alfa-trehaloza 6-fosfat

## Literatura
- Nicholas C. Price; Lewis Stevens (1999). Fundamentals of Enzymology: The Cell and Molecular Biology of Catalytic Proteins (Third изд.). USA: Oxford University Press. ISBN 019850229X.
- Eric J. Toone (2006). Advances in Enzymology and Related Areas of Molecular Biology, Protein Evolution (Volume 75 изд.). Wiley-Interscience. ISBN 0471205036.
- Branden C; Tooze J. Introduction to Protein Structure. New York, NY: Garland Publishing. ISBN 0-8153-2305-0.
- Irwin H. Segel. Enzyme Kinetics: Behavior and Analysis of Rapid Equilibrium and Steady-State Enzyme Systems (Book 44 изд.). Wiley Classics Library. ISBN 0471303097.

## Spoljašnje veze
- Alpha,alpha-trehalose-phosphate+synthase+(GDP-forming) на 